# João Aloysio Hoffmann
João Aloysio Hoffmann (* 24. Juni 1919 in São Leopoldo, Rio Grande do Sul, Brasilien; † 27. Juni 1998) war ein brasilianischer Geistlicher und römisch-katholischer Bischof von Erexim.

## Leben
João Aloysio Hoffmann empfing nach dem Studium der Katholischen Theologie und Philosophie am 19. Dezember 1943 das Sakrament der Priesterweihe.
Am 26. März 1962 ernannte ihn Papst Johannes XXIII. zum ersten Bischof von Frederico Westphalen. Der Apostolische Nuntius in Brasilien, Erzbischof Armando Lombardi, spendete ihm am 10. Juni desselben Jahres die Bischofsweihe; Mitkonsekratoren waren der Bischof von Passo Fundo, João Cláudio Colling, und der Bischof von Santa Maria, Luís Victor Sartori.
João Aloysio Hoffmann nahm an allen vier Sitzungsperioden des Zweiten Vatikanischen Konzils teil.
Am 27. Mai 1971 ernannte ihn Papst Paul VI. zum ersten Bischof des mit gleichem Datum errichteten Bistums Erexim.
Am 26. Januar 1994 nahm Papst Johannes Paul II. das von João Aloysio Hoffmann aus Altersgründen vorgebrachte Rücktrittsgesuch an.